# Inosensu: Kôkaku kidôtai
Inosensu: Kôkaku kidôtai (em Portugal Cidade Assombrada 2 - A Inocência) (Japonês: イノセンス (Innocence), ou イノセンス 攻殻機動隊 (Innocence: Kōkaku Kidōtai)), conhecido também como Innocence: Ghost in the Shell II, é um filme anime de 2004 de Mamoru Oshii. o filme é a sequencia de Kōkaku Kidōtai (攻殻機動隊), lançado em 1995.
Produção de U$ 20 milhões.
A Bandai licenciou o filme com a Paramount.
essa é a primeira co-produção envovendo o Studio Ghilbi